# دانشگاه بنادیر
دانشگاه بنادیر یک دانشگاه در سومالی است که در موگادیشو واقع شده است.